# 沈恩婷
沈恩婷（韓語：심은정，1971年6月8日—），韓國前女子羽毛球運動員。
沈恩婷曾與吉永雅搭配贏得1992年巴塞隆納奧運會女子雙打銅牌。

## 外部連結
- profile